# 슬로바키아 공화국 국민의회
슬로바키아 공화국 국민의회(슬로바키아어: Národná rada Slovenskej republiky)는 슬로바키아의 입법부이다.